# (37204) 2000 WE100
2000 WE100 (asteroide 37204) é um asteroide da cintura principal. Possui uma excentricidade de 0.06736590 e uma inclinação de 11.40292º.
Este asteroide foi descoberto no dia 21 de novembro de 2000 por LINEAR em Socorro.